# Куряк (приток Большого Кизила)
Куря́к — река в России, протекает по территории Абзелиловского района Башкортостана.
Начинается в горах Уралтау и впадает в реку Большой Кизил неподалёку от деревни Ишкильдино. Устье реки находится в 148 км по правому берегу Большого Кизила. Длина Куряка составляет 12 км.

## Данные водного реестра
По данным государственного водного реестра России, Куряк относится к Уральскому бассейновому округу. Водохозяйственный участок реки — Урал от Магнитогорского гидроузла до Ириклинского гидроузла. Речной бассейн Куряка — Урал (российская часть бассейна).
Код объекта в государственном водном реестре — 12010000312112200002004.